# Nicaragua az olimpiai játékokon
Nicaragua az 1968-as nyári olimpián vett először részt, és azóta az 1988-as kivételével valamennyi nyári sportünnepen képviseltették magukat. Az ország sportolói még nem voltak jelen egyetlen téli olimpián sem, és nem nyertek érmet. Ehhez legközelebb az 1996-os olimpián jártak, amikor a nicaraguai baseball-válogatott a negyedik helyet szerezte meg.
A Nicaraguai Olimpiai Bizottság 1959-ben jött létre, a NOB még ebben az évben felvette tagjai közé. A bizottság elnöke 2013-tól Emmett Lang Salmerón, akit 2016-ban újraválasztottak.